# Bernhard (biskop)
Bernhard var den andra biskopen i Skåne. Bernhard inkallades som biskop under Knut den stores regeringstid (1018-1035) som efterträdare till biskop Gotebald. Parallellt insatte kungen biskop Gerbrand på Själland och biskop Reginbert på Fyn. Alla dessa tre var hämtade från Knuts engelska kungarike, något som irriterade företrädarna för det tyska ärkestiftet Hamburg-Bremen, vilka gjorde anspråk på formell överhöghet över de nykristnade områdena i Skandinavien. Under kuppartade former tvingades Gerbrandt dock över på Hamburg-Bremens sida och erhöll därvid överhöghet över kollegan Bernhard i Skåne.
Trots att han närmast kom från England kan Bernhard dock, enligt Dansk biografisk leksikon, sannolikt ha varit från Frankrike eller Tyskland i grunden, men verkat som missionär i flera länder. Möjligen kan han vara identisk med den biskop Bernhard Vilraadsen, vilken skall ha följt med den norske kungen Olav den helige till Norge 1014 och därvid predikat kristendomen såväl där som i Sverige samt senare också verkat på Island.
Bernhard torde ha dött kring år 1030. Enligt Saxo Grammaticus begravdes han "i gravkammaren i Lund", vilket på arkeologiska grunder numera anses avse den någon gång efter 1020 uppförda yngre Trinitatiskyrkan (senare även kallad Drottens kyrka) av sten i Lund. Av de två stora centrala gravkammare under kyrkan som utgrävts antas den ena vara Bernhards.
Efter Bernhards död var Skåne troligen utan egen biskop fram till tillsättandet av biskop Henrik 1060, vilket innebar det formella upprättandet av Lunds stift.